# Hotline Bling
«Hotline Bling» es una canción y sencillo del rapero canadiense Drake de su cuarto álbum de estudio Views. «Hotline Bling» se describe como una canción de R&B con grandes influencias del trap. La canción está escrita por Drake y Paul Jefferies. Producido por Nineteen85, la canción de instrumental de R&B en gran medida en la muestra de la canción «Why Can't We Live Together» de Timmy Thomas. Se especula que el DJ Slushii tiene suelta una versión de la canción, pero esta suele confundirse con la canción «Hotline Bling» del cantautor y actor estadounidense Drake Bell. Pero por ahora, la versión remezclada no se ha filtrado ni lanzado.

## Posicionamiento en listas

### Lista semanales
| Listas (2015–2016)                        | Mejor posición |
| ----------------------------------------- | -------------- |
| Alemania (Offizielle Deutsche Charts)     | 18             |
| Australia (ARIA)                          | 2              |
| Australia (ARIA Urban Singles)            | 2              |
| Austria (Ö3 Austria Top 40)               | 19             |
| Bélgica (Flandes) (Ultratop 50)           | 8              |
| Bélgica (Ultratop Urban Flandes)          | 1              |
| Bélgica (Valonia) (Ultratop 50)           | 5              |
| Brasil (Billboard Brasil Hot 100)         | 59             |
| Canadá (Canadian Hot 100)                 | 3              |
| Dinamarca (Tracklisten)                   | 5              |
| Eslovaquia (Rádio Top 100)                | 81             |
| Eslovaquia (Singles Digitál Top 100)      | 5              |
| España (Top 100 Canciones)                | 10             |
| Estados Unidos (Billboard Hot 100)        | 2              |
| Estados Unidos (Dance/Mix Show Airplay)   | 5              |
| Estados Unidos (Hot R&B/Hip-Hop Songs)    | 1              |
| Estados Unidos (Mainstream Top 40)        | 2              |
| Estados Unidos (Rhythmic)                 | 1              |
| Finlandia (OFC)                           | 14             |
| Francia (SNEP)                            | 9              |
| Hungría (Single Top 40)                   | 8              |
| Irlanda (IRMA)                            | 8              |
| Israel (Media Forest)                     | 3              |
| Italia (FIMI)                             | 9              |
| México (Streaming AMPROFON)               | 4              |
| Nueva Zelanda (Recorded Music NZ)         | 14             |
| Noruega (VG-lista)                        | 11             |
| Países Bajos (Dutch Top 40)               | 9              |
| Países Bajos (Mega Single Top 100)        | 6              |
| Polonia (Polish Airplay Top 100)          | 82             |
| Reino Unido (Official Charts Company)     | 3              |
| Reino Unido (UK R&B Chart)                | 1              |
| República Checa (Rádio Top 100)           | 69             |
| República Checa (Singles Digitál Top 100) | 11             |
| Reino Unido (UK Singles Chart)            | 12             |
| Sudáfrica (EMA)                           | 3              |
| Suecia (Sverigetopplistan)                | 12             |
| Suiza (Schweizer Hitparade)               | 13             |

## Historial de lanzamientos
| País           | Fecha               | Formato          | Discográfica                          |
| -------------- | ------------------- | ---------------- | ------------------------------------- |
| Estados Unidos | 31 de julio de 2015 | Descarga digital | Cash Money Records y Republic Records |